# Латвия на летних Олимпийских играх 2020
Латвия на летних Олимпийских играх 2020 года в Токио представлена 33 спортсменами в 15 видах спорта. 
Робертс Акменс выступит за Латвию в гребле на каноэ, Хелвийс Бабрис, Кристс Нейландс, Винета Петерсоне и Том Скуйиньш — в велоспорте, Даниил Бобров и Иева Малюка — в плавании, Евгений Бородавко — в дзюдо, Гатис Чакшс, Лаура Игауне, Анете Коциня, Лина Музе, Мадара Паламейка, Арнис Румбениекс, Руслан Смолонский и Лига Велвере — в лёгкой атлетике, Агнис Чаварс, Эдгар Круминьш, Карлис Паулс Ласманис и Наурис Миезис — в баскетболе 3х3, Тина Граудиня, Анастасия Кравченока, Мартыньш Плявиньш и Эдгар Точс — в пляжном волейболе, Анастасия Григорьева — в вольной борьбе, Калвис Калниньш — в карате, Кристапс Неретниекс — в конном спорте, Елена Остапенко и Анастасия Севастова — в теннисе, Артурс Плесниекс и Ритварс Сухаревс — в тяжёлой атлетике, Агате Рашмане — в стрельбе, Павел Швецов — в современном пятиборье. Знаменосцами национальной сборной Латвии на церемонии открытия игр выступили Елена Остапенко и Агнис Чаварс. Код МОК Латвии — LAT. Сборная участвует под эгидой олимпийского комитета Латвии.
Баскетбол 3x3, мужчины, Агнис Чаварс, Эдгар Круминьш, Карлис Паулс Ласманис и Наурис Миезис — золото, 28 июля. 
Тяжёлая атлетика, мужчины в весовой категории до 109 кг, Артурс Плесниекс — бронза, 3 августа.  
Игры должны были состояться в 2020 году, однако из-за пандемии COVID-19 международный олимпийский комитет принял решение об их переносе на 2021 год.